# Maria Cecília Correia
Maria Cecília Correia Borges Cabral Castilho (Viseu, 25 de novembro de 1919 - Restelo, Lisboa, 13 de dezembro de 1993) foi uma escritora portuguesa, que também usou os pseudónimos M. Fernandes e Maria Antónia Gama.

## Biografia
Maria Cecília Correia nasce em Viseu, de onde era natural a sua família materna. Desde cedo a escrita faz parte da sua vida, sobretudo sob a forma de diários e cartas, das quais existem registos desde os anos 30. Devido à profissão do pai, a família muda-se para Setúbal, onde Maria Cecília Correia completa os estudos liceais.
Em 1943 publica o seu primeiro conto infantil, Teresinha e Toino, sob o pseudónimo Maria Antónia Gama, na revista Papagaio. No ano seguinte, publica As Aventuras do Coelhinho Verde. Quando grávida pela primeira vez, continua a escrita de livros infantis, que irá dedicando aos seus seis filhos e mais tarde aos netos. Depois do nascimento da primeira filha (Cila), aos 26 anos, muda-se para Luanda com o marido, o engenheiro António Garcia de Castilho (que tem em Luanda uma empresa de construção, e seria até 1975 presidente da Associação Industrial de Angola). Aí permanece durante as décadas de 40 e 50. Entre 1946 e 1957 divide-se entre Luanda e Lisboa, alternando aproximadamente um ano em cada cidade. Tem mais três filhos (Clara em 1953; António em 1955 e Manuel em 1956).
Em 1947 publica um poema no jornal A Província de Angola (sob o pseudónimo M. Fernandes) e em 1949 publica pela primeira vez em nome próprio, na Atlântico: revista luso-brasileira, a convite de Armando Côrtes-Rodrigues.
Em 1958 fixa-se definitivamente em Portugal, inicialmente numa quinta em Belas e mais tarde numa casa de campo na Serra da Arrábida. A sua obra escrita diminui consideravelmente durante a infância dos filhos, e volta a aumentar na década de 70, quando escreve e publica mais amiúde. Colabora com o seu filho, António Cabral Castilho num processo artesanal de auto-edição e auto-distribuição de obras que oferece a amigos e familiares no Natal. Desta colaboração nascem, entre outros, o livro O Coelho Nicolau. Escreve ainda para a revista Modas & Bordados e para o Diário Popular, e contos infantis para um programa de televisão da RTP, chamado Esturro e Companhia, e exibido entre 1979 e 1980.
Era próxima de grandes figuras da cultura portuguesa, dentre as quais se destacam Armando Côrtes-Rodrigues, Agostinho da Silva, José Osório de Oliveira, Paulino de Oliveira, Maria Eulália de Macedo e Cecília Meireles, com os quais mantém correspondência frequente.
É uma importante figura na escrita infantil, particularmente durante o período do Estado Novo, juntamente com Maria Lamas, Maria Lúcia Namorado, Ester de Lemos e Lília da Fonseca.

## Obra
- Histórias da Minha Rua (1953) - com ilustrações de Maria Keil, obra que ganha o prémio Maria Amália de Carvalho, atribuído pelo SEIT em 1954.
- Histórias de Pretos e de Brancos (1960) - com ilustrações de Maria Keil. reeditado em 1976 em edição de autor com o nome Histórias da Minha Casa
- O Coelho Nicolau (1974)
- Histórias do Ribeiro (1974)
- Amor Perfeito (1975)
- Pretérito Presente (1976)
- O Besouro Amarelo (1977)
- Manhã no Jardim (1982)
- Bom Dia (1983)
- Presença Viva (1987)